# 小河原誠
小河原 誠（こがわら まこと、1947年 - ）は、日本の哲学者、科学哲学者、哲学史家。フーバー研究所客員研究員、ヨーク大学客員教授。

## 略歴
東北大学大学院文学研究科博士課程満期退学。鹿児島大学、北里大学教授を歴任。
カール・ポパーの研究者として知られ、ポパーやその弟子のバートリーの訳書を多く刊行。近年は、Amazon Kindleで電子出版している。

## 主要著作

### 単著
- 『討論的理性批判の冒険』（未來社、1993年）
- 『ポパー 批判的合理主義』（講談社・現代思想の冒険者たち、1997年）
  - 『ポパー 第二版』（筑摩書房・ちくま学芸文庫、2024年）
- 『読み書きの技法』（筑摩書房・ちくま新書、1996年）
- 『反証主義』（東北大学出版会、2010年）
- 『宗教知識教育の理念と方法――批判的合理主義の観点から』（Amazon Kindle、2013年）

### 編著
- 『批判と挑戦――ポパー哲学の継承と発展にむけて』（未來社、2000年）
- 『批判的合理主義〈第1巻〉基本的諸問題』（未來社、2001年）
- 『批判的合理主義〈第2巻〉応用的諸問題』（未來社、2002年）

### 訳書
- ポパー『開かれた社会とその敵』(内田詔夫共訳、未來社 全2巻、1980年）
  - 『開かれた社会とその敵』（岩波文庫 全4巻）、2023年 - 全面改訳
- バートリー『ポパー哲学の挑戦』（未來社、1986年）
- バートリー『ウィトゲンシュタインと同性愛』（未來社、1990年）
- ジョナサン・ハワード『ダーウィン　進化理論の確立者』（山根正気共訳、未來社、1991年）
- ポパー／フランツ・クロイツァー『開かれた社会 - 開かれた宇宙』（未來社、1992年）
- ポパー『よりよき世界を求めて』（蔭山泰之共訳、未來社、1995年）
- ポパー『フレームワークの神話』（共訳、未來社、1998年）
- ポパー『開かれた宇宙、非決定論のための論証』（蔭山泰之共訳、岩波書店、1999年）
- ポパー『実在論と科学の目的』（共訳、岩波書店、2002年）
- ポパー『量子論と物理学の分裂』（共訳、岩波書店、2003年）

### Amazon Kindle
- 『ポパーのプラトン論』
- 『見ることは創ること――柳宗悦における美の理念をめぐって――』
- 『宗教知識教育の理念と方法――批判的合理主義の観点から――』
- 『ポパー 批判的合理主義』
- 『説明と理解（その1）』
- 『批判的多元主義の実現に向けて』
- 『水晶玉』
- 『読み書きの技法』